# Эмират Бахдинан
Бахдинан (бахдинск. میرنشینی بادینان; лат.: Mirneşînî Badinan, араб. إمارة باخدينان الصوفية‎), также Бадинан (от перс. «بهدین»‎ — behdin «Благая вера») — cуфийский курдский эмират, существовавший в Средневековье на территории современного Ирака с центром в городе Эль-Амадия. Он являлся одним из самых могущественных курдских государств своего времени. С 1554 года — автономное государство, номинально зависящее от Османской империи и числившееся в составе Багдадского пашалыка. В 1843 году вошло в состав Османской империи.

## Население
В эмирате Бадинан основной этнической группой были курды — в основном мусульмане-сунниты, а также курды-езиды. Население эмирата представляло собой смесь различных этнических и религиозных групп, включая курдов, ассирийцев и арабов. Бахдинские курды исторически обладали некоторыми языковыми и культурными различиями. Бахдинский диалект курдского языка отличался от других диалектов и находился под влиянием ассирийского языка. Некоторые культурные обычаи в Бахдинане не разделялись другими курдами.
В середине XIX века курды составляли 58,7% населения (48,8 тыс.), из которых 65% принадлежали к суннитскому исламу, а остальные — были езидами. Крупнейшим этническим меньшинством являлись ассирийцы, чья численность доходила до 27,2 тыс. чел., составляя 32.7% от населения Бахдинана. Концентрация езидов и ассирийцев была в Дахуке, в Семеле и Шейхане.
Арабы и туркоманы, являвшиеся в эмирате меньшинством, также исповедовали ислам суннитского толка. Христиане — ассирийцы и халдеи (халдо-католики) — главным образом проживали в районе Дахука, также там проживала армянская община, принадлежавшая к армянской церкви. В столице султаната городе Амедия проживала большая еврейская община, которая к концу XIX века насчитывала 1900 человек из 6000 общего числа жителей города.

### История

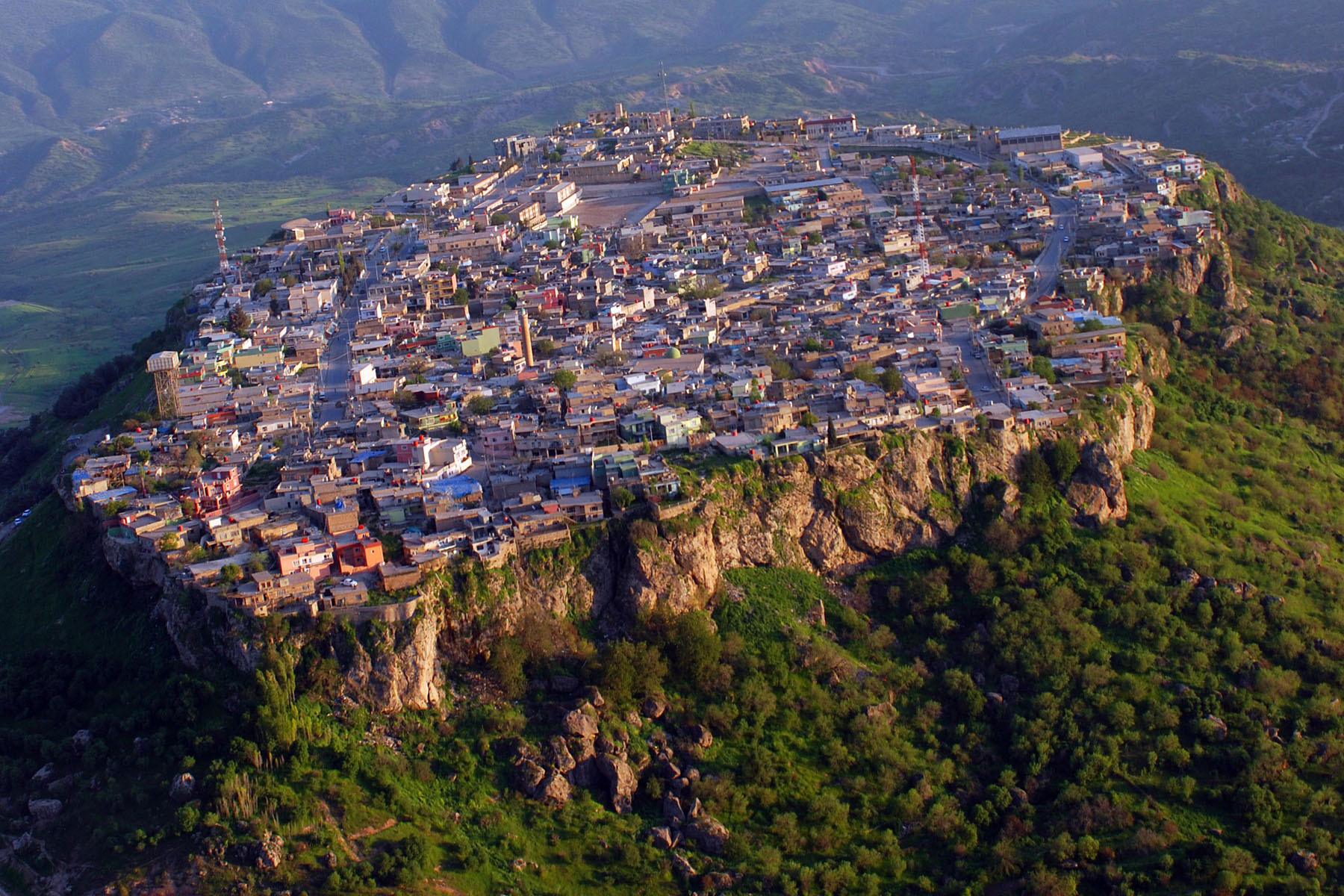
Город Эль-Амадия, который был столицей Эмирата Бахдинан.

Эмират Бадинан был основан Баха-ад-Дином родом из Шемдинли в области Хаккяри где-то между XIII и XIV веками. Эмират возник в результате распада халифата Аббасидов. В течение длительного времени столицей этого эмирата был город Амедия в современной провинции Дахук, в Южном Курдистане. К княжеству также были присоединены Акра на востоке и Заху на западе.
Бадинан постоянно находился под угрозой экспансионистской политики соседних Османской и Сефевидской империй; из-за этого эмиры этого государства были втянуты в постоянные, затяжные конфликты между этими конкурирующими державами.
После поражения персидской армии в битве при Чылдыране в 1514 году бо́льшая часть курдских государств попала под влияние османов.
В 1554 году территорию современного Южного Курдистана завоевали османские войска Сулеймана I. Располагавшиеся здесь курдские эмираты (в том числе эмират Бахдинан) не были напрямую включены в османскую административную систему, зависимость эмиратов от османских властей была номинальной. Они обязывались предоставлять во время военных кампаний в распоряжение багдадского паши военный отряд, и время от времени отправляли ему дорогие подарки. От государственных налогов курдские эмиры были освобождены.
На рубеже XVIII—XIX веков эмират Бадинан был втянут в гражданскую войну в соседнем курдском эмирате Соран.
Эмират достиг своего пика развития во время правления эмира Бахрам-паши Великого (около 1726—1767 годов).

Княжество отказалось оказывать помощь Османской империи во время русско-турецкой войны 1828—1829 годов.

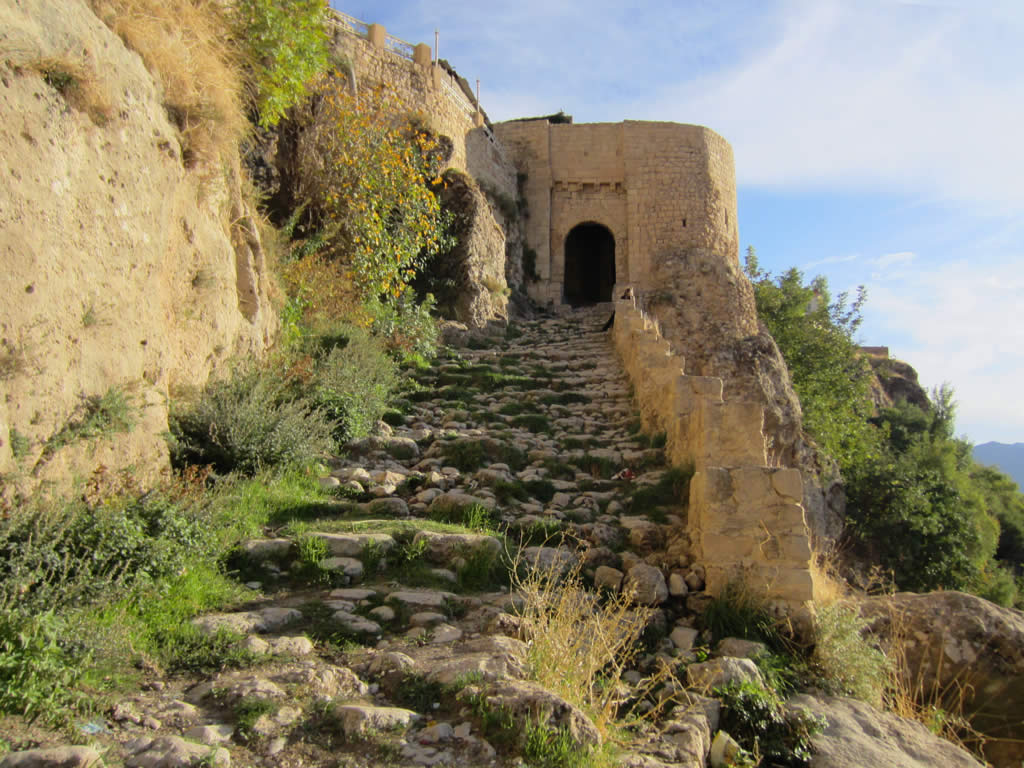
Бадинанская крепость в Амедии.

В 1831 году езидами было совершено убийство вождя курдского племени мазури. Попытки эмира Бадинана Мохаммада Саид-паши наказать убийц ни к чему не привели. Этим воспользовался эмир Сорана Мухаммед, который обрушил свои войска на располагавшиеся к востоку от Мосула езидские деревни. Тысячи мужчин, женщин и детей были убиты, остальные бежали из родных мест. Подорвав авторитет Мир Саида-паши, Мир Мухаммед перешёл к активным действиям на севере. В 1833 году он захватил город Акра, а затем взял столицу Бахдинана Амедию. В 1834 году правителей Бадинана Мира Саида-пашу и Мира Исмаил-Пашу Мир Мухаммед сверг с престола, заменив их своей марионеткой. Сразу же после этого Мир Мухаммед занял города Заху и Дахук. Мир Мухаммед начал было поход против Бохтана, но вынужден был вернуться, так как в Амедии власть вновь захватил Мир Саид. Мир Мухаммед вновь овладел городом и устроил там страшную бойню. В 1834 году османский султан Махмуд II направил против эмира Мухаммеда 40-тысячную армию во главе со своим лучшим полководцем Рашидом Мехмед-пашой. В 1836 году турки одержали верх над эмиратом Сорана, и правление Мохаммада Саида-паши и Исмаила-Паши было восстановлено в эмирате Бадинан.

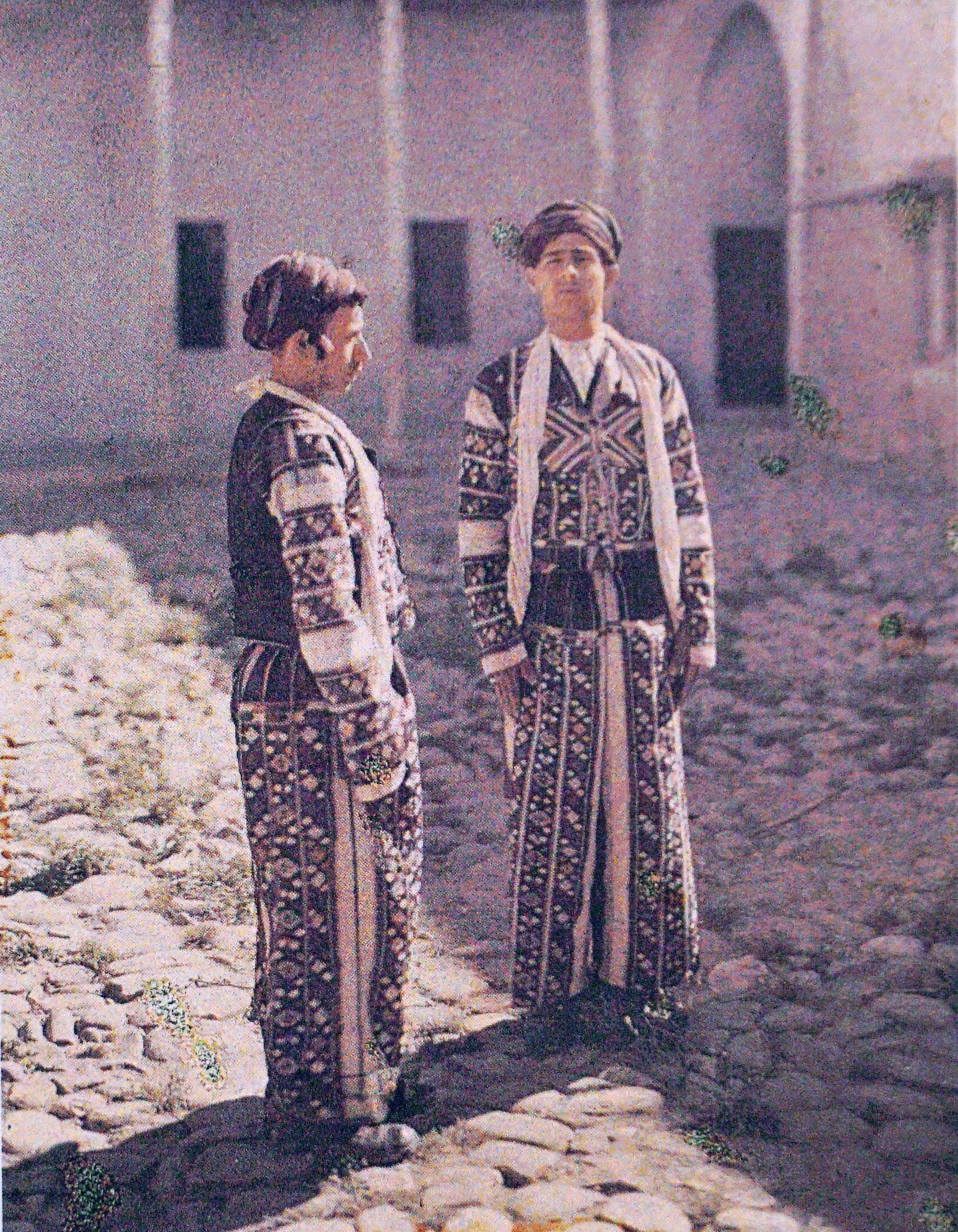
Бахдинские курды

Хотя Эмират Бадинан был захвачен на протяжении всего нескольких лет, он так и не смог полностью оправиться после периода оккупации. Власти Османской империи ликвидировали в 1843 году эмират Бадинан и включили территории эмирата в Мосульский санджак (с 1879 года Вилайет Мосул).